# Sext Juli Cèsar (pretor 208 aC)
Sext Juli Cèsar (en llatí Sextus Julius Caesar) va ser un magistrat romà. Formava part de la gens Júlia i portava el nom de família de Cèsar, nom que sembla que va ser el primer d'adoptar.
Va ser designat pretor l'any 208 aC i va obtenir la província romana de Sicília. Al seu retorn va ser un dels ambaixadors enviats al cònsol Tit Quint Crispí després de la mort de l'altre cònsol, Marc Claudi Marcel, per demanar-li el nomenament d'un dictador si ell mateix no podia anar personalment a Roma per dirigir els comicis.